# 内田周平
内田 周平（うちだ しゅうへい、1857年12月26日〈安政4年11月7日〉 - 1944年〈昭和19年〉12月23日）は、日本の漢学者・哲学者。朱子学崎門派の末裔、中国哲学研究の開拓者、西洋哲学の紹介者、国体論者。哲学館・慶應義塾・大東文化学院など東京の大学や、熊本の第五高等学校で講義した。
字は仲準。号は遠湖（内田遠湖）・遠湖釣者・帆影子。堂号は谷門精舍。

## 生涯・人物
1857年（安政4年）、遠江国浜松にて、漢学者兼蘭法医の父のもとに生まれる。生年を1854年（安政元年）とする文献もあるが誤りとされる。
1875年（明治8年）、上京し本郷壬申義塾でドイツ語を学ぶ。1876年外国語学校入学。1877年東京大学医学部予科入学、1881年本科進学。1884年末に医学部を退学し、1885年文科大学支那哲学選科2年に転入学。島田篁村の指導のもと、1886年卒業。
1887年（明治20年）、友人の井上円了が哲学館（後の東洋大学）を創設すると教授となり、中国哲学やハルトマン美学を教える。1888年から、生活費を補うため徳富蘇峰主催の『国民之友』などの雑誌に、ヴィンケルマン、レッシング、ジャン・パウル、アルント、ゲーテ、シラー、ベルネ、カントなど、ドイツ哲学・文学の抄訳紹介を寄稿する。また私塾を開き漢学を教える。1891年には学習院にも出講する。この頃、井上哲次郎や森鷗外と議論を交わす。
1892年（明治25年）、井上毅の斡旋により、熊本の第五高等学校教授となる。その傍ら、長崎針尾島に住む崎門派の楠本碩水（楠本端山の弟）と親交し、崎門派朱子学に傾倒するようになる。内田は、朱子学を西洋哲学に対峙するために必要な思想と考えていた。
1897年（明治30年）、熊本から東京に戻り、私塾「正誼塾」を開く。以降晩年まで、哲学館・慶應義塾大学・東京帝国大学・東京高等師範学校・國學院大學・郁文館中学・国士舘専門学校・大東文化学院などで教えた。哲学館は累計37年間、慶應義塾は25年間にわたり務めた。大東文化学院では、1923年（大正12年）創設時の初代理事も務め、松平康國や牧野謙次郎とともに漢学を教えた。1925年、総長の井上哲次郎が運営改革を断行すると、他の教授とともに私学派として反発した。
1940年（昭和15年）、無窮会が東洋文化研究所を創設すると、最年長の講師となる。
1944年（昭和19年）没。享年88。雑司ヶ谷霊園に墓がある。揮毫は平泉澄。
内田は生涯にわたり、政治運動にも関わり続けた。例えば、条約改正反対、漢文教育廃止反対、乃木家再興反対などを主張した。南北朝正閏問題では南朝正統論を掲げ、三塩熊太らと大日本国体擁護団を結成、犬養毅と接近し、国定教科書を改訂させた。
教えを受けた人物に、崎門派の近藤啓吾をはじめ、戸川秋骨・若宮卯之助・山本信哉・秦豊助・内田銀蔵・上田敏・福田徳三・大野洒竹・鳥居素川・山本信哉・神崎一作・青木昌吉・白河鯉洋・春山作樹・宇野哲人がいる。
内田亨は次男、竹山道雄は甥、中村與資平は妻の妹の夫にあたる。

## 主な著作
- 『寛政三博士の学勲』谷門精舎、1931年。doi:10.11501/1119442。
- 『崎学闡明文略』谷門精舎、1938年。
- 『遠湖文髄 春』正諠塾、1940年。
- 『遠湖文髄 夏』正諠塾、1940年。
- 『遠湖文髄 秋』正諠塾、1940年。
- 『遠湖文髄 冬』正諠塾、1940年。
- 『三方原戦記』（内田周平 著, 佐伯仲蔵 評点）正誼塾、1941年。
- 『儒学 : 孔孟学・老荘学 (哲学館講義録)』（岡本監輔, 内田周平 述）哲学館、1888年。
- 『老荘学講義 (哲学館講義録)』（内田周平 述）哲学館、1894年。[27] - 『哲学館講義録』の一篇[28]。1888年刊[28]。簡略ながらも中国哲学史を叙述した最初期の例とされる[28][27][29]。
- 「招邀朝鮮儒生記」『東洋哲学』第28巻第1号、東洋哲学発行所、1921年1月、30-32頁。- 李退渓の子孫ら朝鮮の儒者が東洋大学を訪問したときの漢文記録[30]。
- 『浜松城墟記』 - 廃墟となった浜松城についての漢文記録[31][32]。
- 『矢口謙斎伝・鶯渓唱和集』谷門精舎、1932年。 - 矢口謙斎の伝記。
- 『薑園歌文鈔 佐久良君碑』（佐久良東雄 著, 内田周平 編）谷門精舎、1934年。 - 佐久良東雄の歌文の編纂。
- 『乃木家襲爵事件の回顧』（内田周平 述）谷門精舎、1938年。

### 共著
- 『孟子講義 上卷 (漢文學講義録)』（四屋穗峯、内田周平 共著）益友社、1910年。
- 『孟子講義 下卷 (漢文學講義録)』（四屋穗峯、内田周平 共著）益友社、1910年。

## 関連文献
- 奥野信太郎『猫の裁判 序』（内田亨 著）大日本雄弁会講談社、1956年。
- 桑原万寿太郎『内田亨先生と私』（内田亨 著）旺文社〈蜜蜂と花時計（旺文社文庫）〉、209-211頁。